# Keresztes Pál
Keresztes Pál (Dunaföldvár, 1945. november 12. – Paks, 2021. október 8.) magyar római katolikus pap, plébános, teológus, a Pécsi Püspöki Hittudományi Főiskola volt oktatója.

## Életútja
Korán félárvaságra jutott: mindössze  ötéves  volt, amikor édesapját elveszítette. Édesanyját kuláklistára tették, s helyben működő kocsmájukat államosították, így nehéz anyagi körülmények közé kerültek. Emiatt gyermekkorának nagy részét nagyanyjánál töltötte. Főleg az ő inspirációjának köszönhető, hogy a papi pályát választotta. Kecskeméten érettségizett a piaristáknál, majd megkezdte szemináriumi tanulmányait. 1969-ben szentelte pappá Cserháti József Dunaföldváron, teológiai doktorátusát 1970-ben szerezte meg Pécsett. 
Ezt követően több baranyai és tolnai településen is káplánként működött. 1987-től 2003-ig Siklóson, 2003-tól 2012-ig Pakson volt plébános, majd a szigetvári plébánia vezetője lett, 2017-ig. Ezután Pakson telepedett le, aranymiséjét 2019. június 21-én 18 órai kezdettel is az ottani Jézus Szíve-templomban tartotta. Ez volt a 33 483. szentmiséje.

## Tudományos tevékenysége
A pécsi hittudományi főiskolán 1991-től 2006-ig teológiát oktatott. Több írása, tanulmánya is készült különböző, elsősorban katolikus szellemiségű orgánumok, kiadványok számára, továbbá fordítói és szaklektori munkákat is ellátott.

## Publikációi (válogatás)

### Írások, tanulmányok
- Példabeszéd a farizeusról és a vámosról. In: Benyik György (szerk.): Példabeszédek. Szegedi Biblikus Konferencia, Szeged, 1997. szeptember 1-4. JATEPress, 1998. 69-71.
- A természeti csoda. In: Benyik György (szerk.): Csoda-elbeszélések. Szegedi Biblikus Konferencia, Szeged, 1998. augusztus 31. - szeptember 3. JATEPress, 2000. 33-42.
- Keresztelő János. In: Szécsi József (szerk.): Keresztény-Zsidó Teológiai Évkönyv 2003. Keresztény-Zsidó Társaság, 2003
- Ki volt az Igazság Tanítója? In: Fodor György - Tarjányi Béla (szerk.): „Akik az igazságra oktattak sokakat…". A 65 éves Rózsa Huba köszöntése. Szent István Társulat, 2006. 139-148.
- Démonűzésre kiküldött tanítványok. In: Szécsi József (szerk.): Keresztény-Zsidó Teológiai Évkönyv 2006. Keresztény-Zsidó Társaság, 2006

### Fordítások
- Georg Röwekamp: A sírok ereje. In: Zrínyiáda IV/11, 2015. 1-2.